# Музано (Тревизо)
Музано је насеље у Италији у округу Тревизо, региону Венето.
Према процени из 2011. у насељу је живело 1768 становника. Насеље се налази на надморској висини од 69 м.